# Lophocorona astiptica
Lophocorona astiptica is een vlinder uit de familie van de Lophocoronidae. De wetenschappelijke naam van de soort is voor het eerst geldig gepubliceerd in 1973 door Common.